# طواف فيرزين 2022
طواف فيرزين 2022 (بالإيطالية: Tre Valli Varesine 2022)‏ هو سباق دراجات هوائية من فئة  1.1، وهو الموسم 101 من طواف فيرزين ‏، وأقيم في 4 أكتوبر 2022 ضمن سباقات سلسلة سباقات الاتحاد الدولي للدراجات للمحترفين 2022.
فاز بالمركز الأول تادي بوجار، وفاز بالمركز الثاني سيرجيو هيغويتا، وفاز بالمركز الثالث أليخاندرو بالبيردي.

## الفرق
| فرق عالمية (14)- AG2R Citroën Team - Astana Qazaqstan Team - Bora-Hansgrohe - EF Education-EasyPost - Groupama-FDJ - Intermarché-Wanty-Gobert Matériaux - Israel-Premier Tech - Jumbo-Visma - Lotto-Soudal - Movistar Team - BikeExchange-Jayco - Team DSM - Trek-Segafredo - UAE Team Emirates فرق برو (6)- Alpecin-Deceuninck - Arkéa-Samsic - Bardiani-CSF-Faizanè - فريق إيولو كوميت لركوب الدراجات 2022 ‏ - كيرن فارما 2022 ‏ - TotalEnergies |  |
| |  |

## التصنيف العام النهائي
| التصنيف العام         | التصنيف العام      | التصنيف العام                      | التصنيف العام | التصنيف العام |
| العداء                | العداء             | الفريق                             | الوقت         |               |
| --------------------- | ------------------ | ---------------------------------- | ------------- | ------------- |
| 1                     | تادي بوجار         | فريق الإمارات                      | 4 س 36 د 59 ث |               |
| 2                     | سيرجيو هيغويتا     | بورا هانسغروه                      | + 0 ث         |               |
| 3                     | أليخاندرو بالبيردي | موفيستار                           | + 0 ث         |               |
| 4                     | بيير لاتور         | TotalEnergies                      | + 0 ث         |               |
| 5                     | بينوا كوسنيفروي    | AG2R Citroën Team                  | + 0 ث         |               |
| 6                     | آدم ييتس           | Ineos Grenadiers                   | + 0 ث         |               |
| 7                     | باوك موليما        | تريك سيغافريدو                     | + 0 ث         |               |
| 8                     | دومينيكو بوزوفيفو  | Intermarché-Wanty-Gobert Matériaux | + 0 ث         |               |
| 9                     | خيسوس هييرادة      | Cofidis                            | + 0 ث         |               |
| 10                    | ريغوبيرتو أوران    | EF Education-EasyPost              | + 0 ث         |               |
|                       |                    |                                    |               |               |
| مصدر: ProCyclingStats |                    |                                    |               |               |

## وصلات خارجية
- لمحة عن سباق طواف فيرزين 2022 على موقع  ProCyclingStats   (برو  سايكلنج  ستاتس) - إحصاءات  محترفي  الدراجات.
- طواف فيرزين 2022 على موقع إحصائيات الدراجات الإحترافية (الإنجليزية)